# Parlamentní volby v Rusku 2011
Ruské parlamentní volby v roce 2011 se konaly 4. prosince 2011. Volilo se v nich do 450 křesel Státní dumy, dolní komory Federálního shromáždění Ruské federace, do které se naposledy volilo v roce 2007. Parlamentní volby se konaly krátce před prezidentskými volbami v březnu 2012.
Volby skončily vítězstvím dosavadní vládní strany Jednotné Rusko, která získala s 49,29 % nadpoloviční většinu (238 z 450) křesel. Oproti výsledku předchozích voleb si ovšem pohoršila a přišla o ústavní většinu. Nejvíce posílili komunisté, kteří si s 19,20 % hlasů polepšili o 35 křesel na dohromady 92 křesel. Třetí skončila strana Spravedlivé Rusko, která získala s 13,25 % dohromady 64 křesel, o 26 více než v předchozích volbách. Poslední, kdo se dostal do parlamentu, byla Liberálně-demokratická strana Ruska, která získala 11,68 % hlasů a tak 56 křesel, o 16 více, než minule. Zbylé strany se do parlamentu nedostaly, navíc pouze Jabloko s 3,43 % hlasů získalo nárok na státní příspěvek. Účast voličů byla 60,2 %.

## Politické strany
Před volbami měly v Dumě své zástupce čtyři strany, které tím automaticky získaly právo se voleb účastnit: Jednotné Rusko vedené Vladimirem Putinem, Komunistická strana Ruské federace vedená Gennadijem Zjuganovem, Liberální demokratická strana Ruska vedená Vladimirem Žirinovským a Spravedlivé Rusko vedené Nikolajem Levičevem.
Další tři strany doložily dostatek podpory sebráním 150 000 podpisů do 19. října: Jabloko vedené Grigorijem Javlinským, Ruští patrioti vedení Gennadijem Semiginem a Správná věc vedená Andrejem Dunajevem.
Mezi strany, kterým se nepodařilo splnit pravidla pro registraci, patřily například Jiné Rusko nebo Nacionálně bolševická strana Ruska.

## Kontroverze

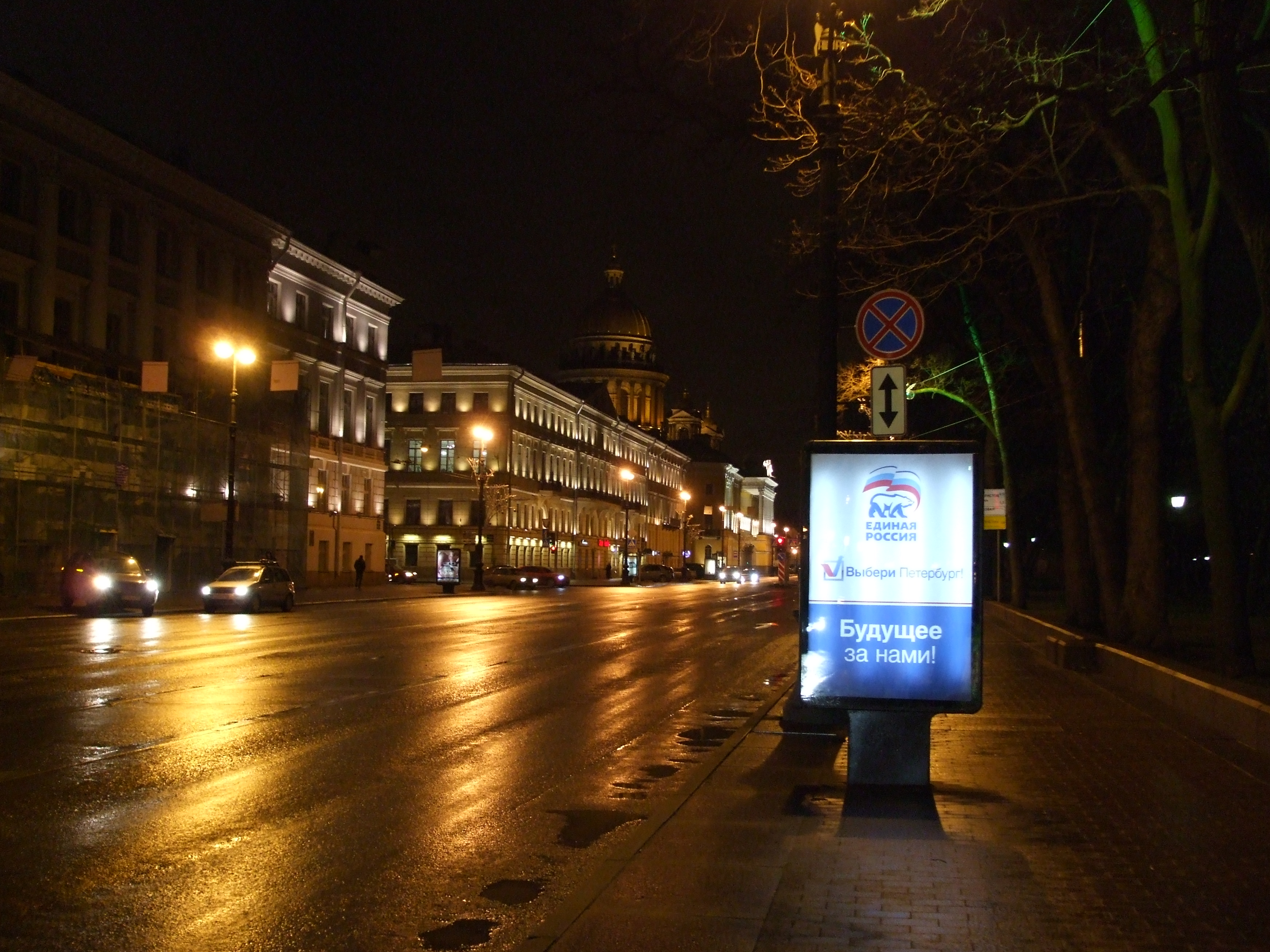
Plakát Jednotného Ruska v Petrohradu

Již před volbami se objevily spory ohledně jejich příprav. Nestátní nezisková organizace GOLOS připravila na webu interaktivní mapu Ruské federace s vyznačenými nahlášenými prohřešky proti férovosti voleb, přičemž další je tam zároveň možná nahlásit.
O podvodech včetně vycpávání uren dodatečnými hlasy mluví opozice i ruští a evropští pozorovatelé. Blogeři poukazují na živé televizní přenosy průběžných výsledků: v Rostovské, Voroněžské a Sverdlovské oblasti krátce ukázaly voličskou účast 140, 130 a 115 procent.
Naopak úřady a některá média začala různě GOLOS obviňovat z provádění propagandy za cizozemské peníze atp.

## Výsledky
| Strana                         | Strana                                                                            | Hlasy      | %      | +/−      | Křesla | +/−   | %      |
|                                | Jednotné Rusko (Единая Россия)                                                    | 32 379 135 | 49,32  | −14,98 ▼ | 238    | −77 ▼ | 52,88  |
|                                | Komunistická strana Ruské federace (Коммунистическая партия Российской Федерации) | 12 599 507 | 19,19  | +7,62 ▲  | 92     | +35 ▲ | 20,46  |
|                                | Spravedlivé Rusko (Справедливая Россия)                                           | 8 695 522  | 13,24  | +5,50 ▲  | 64     | +26 ▲ | 14,21  |
|                                | Liberálně-demokratická strana Ruska (Либерально-Демократическая Партия России)    | 7 664 570  | 11,67  | +3,43 ▲  | 56     | +16 ▲ | 12,45  |
|                                | Jabloko (Яблоко)                                                                  | 2 252 403  | 3,43   | +1,84 ▲  | 0      | ±0 ▬  | 0,00   |
|                                | Ruští patrioti (Патриоты России)                                                  | 639 119    | 0,97   | +0,08 ▲  | 0      | ±0 ▬  | 0,00   |
|                                | Správná věc (Правое дело)                                                         | 392 806    | 0,60   | —        | 0      | —     | 0,00   |
| Celkem (účast 60,20%)          | Celkem (účast 60,20%)                                                             | 64 623 062 | 100,00 | ±0,00 ▬  | 450    | ±0 ▬  | 100,00 |
| Zdroj: Ústřední volební komise |                                                                                   |            |        |          |        |       |        |

## Povolební protesty
V důsledku podezření, že volby byly na více místech zmanipulované a doprovázené volebními podvody, došlo ještě večer 4. prosince ve velkých městech po celém Rusku k protestům, které se po týdnu malých demonstrací rozrostly na největší protesty od pádu Sovětského svazu. Celkově protesty proběhly v 99 městech po celé zemi a v 42 městech v zahraničí. Symbolem protestů se stala bílá stužka.